# Post, Texas
Post är administrativ huvudort i Garza County i Texas i USA. Orten har fått sitt namn efter grundaren C.W. Post. Enligt 2020 års folkräkning hade Post 4 790 invånare.